# Jean-Benoît Meybeck
Jean-Benoît Meybeck, né le 29 janvier 1973 à Grenoble est un illustrateur et auteur français de bande dessinée.
D'abord graphiste, il décide en 2010 de revenir à son premier rêve, la bande dessinée, en ouvrant un blog sur lequel il poste d'ancienne créations et des projets à venir. En 2012, il est exposé parmi les auteurs sélectionnés au concours Jeunes Talents du festival d'Angoulême. C'est après ce succès qu'il commence à démarcher des éditeurs.
Ses projets publiés à ce jour s'appuient sur des questions de société : les migrants, l'endoctrinement jihadiste ou encore l'agriculture biodynamique.